# Cathal Coughlan
Cathal Seán Coughlan (irisch Cathal Seán Ó Cochláin; * 3. Oktober 1937 in County Donegal; † 21. Juni 1986 im County Donegal) war ein irischer Politiker der Fianna Fáil. 

## Lebenslauf
Coughlan, der auch im Donegal County Council saß, rückte bei der Nachwahl im Wahlkreis Donegal South-West für seinen Bruder Clement Coughlan, der 1983 bei einem Verkehrsunfall verstorben war, in den Dáil Éireann als Teachta Dála am 13. Mai 1983 nach. Er starb dann bereits im Juni 1986 an einer Krebserkrankung. Seine Tochter Mary Coughlan zog bei den nachfolgenden Wahlen in den Dáil ein. 